# Gáhkku
Gáhkku (glödkaka) är ett segt samiskt tunnbröd (hällbröd) som traditionellt bakats över öppen eld. Numera är det vanligast att grädda brödet i en gjutjärnspanna.
Det finns många receptvariationer men vanligast är att ha vetemjöl, eller en blandning av vetemjöl och rågsikt i degen, men även havregryn och grahamsmjöl i degen förekommer. Till degen sätts vatten eller en blandning av mjölk och vatten, samt jäst, sirap och smör. 
Den karakteristiska segheten kommer sig av att ha vatten (eller en blandning av vatten och mjölk) istället för mjölk i degen. Segheten var viktig så att det inte skulle smula sönder i ryggsäcken när man begav sig ut i renskogen eller upp på fjället. Ett sätt att tillaga den var att grädda den på häll eller i stekpanna på ena sidan och sedan sätta den på kant invid elden så att den gräddas på andra sidan. 